# Paul Chocque
Paul Chocque (Viroflay, 14 de juliol de 1914 - París, 4 de setembre de 1949) va ser un ciclista francès que va ser professional entre 1933 i 1949.
Abans de passar a professional va aconseguir la medalla de plata en la cursa de persecució per equips als Jocs Olímpics de 1932. Com a professional va obtenir una dotzena de victòries, les més importants de les quals foren els dos campionats de França de ciclocross i dues etapes al Tour de França de 1937.

## Palmarès
- 1930 (amateur)
  - 1r de la París-Evreux
  - 1r de la París-Le Mans
- 1931 (amateur)
  - 1r de la Berna-Ginebra
- 1932 (amateur)
  - 1r del Gran Premi de la Cambra Sindical de Monthléry
- 1933
  - 1r del Circuit de París
  - 1r del Circuit de Deux-Sèvres
  - 1r del Gran Premi Wolber i d'una etapa
- 1936
  -  Campió de França de ciclocròs
  - 1r de la Bordeus-París
  - 1r del Critèrium Nacional
  - 1r de la cursa de la cota de Mont-Valérien
- 1937
  - 1r del Premi de Saint-Germain
  - 1r del Premi de Fourmies
  - Vencedor de 2 etapes del Tour de França
- 1938
  -  Campió de França de ciclocròs
- 1939
  - Vencedor d'una etapa del Circuit de l'Oest

### Resultats al Tour de França
- 1935. 31è de la classificació general
- 1935. 7è de la classificació general i vencedor de 2 etapes